# Assignano
Assignano è una frazione del comune italiano di Collazzone, in provincia di Perugia. Il centro abitato è collocato lungo la strada comunale che porta da Collazzone a Pantalla; i residenti sono 14.

## Storia
Nei tempi antichi era chiamato "Castello di Coldimezzo". Vanna di Bernardino di Guidone dei conti di Coldimezzo sposò, nel 1267, Jacopone da Todi: la sua tragica morte, in seguito al crollo di un pavimento di una sala da ballo, portò Jacopone alla vocazione mistica.
Nell'aprile 1408 si svolse una battaglia tra le truppe perugine di Rosso Guelfaglione e quelle napoletane di Braccio da Montone, con esiti infausti per le prime. Nel 1444 il condottiero Niccolò Fortebraccio assalì il castello e lo danneggiò.
Ora il borgo è stato completamente ristrutturato.

## Monumenti e luoghi d'interesse
- Bastione della porta d'ingresso, torrione e mura castellane (XIV secolo);
- Fonte di acqua sulfurea;
- Chiesa di S. Vittorina.

## Economia
Il paese è circondato dalla campagna e da ampi boschi, le attività agricole ed agrituristiche sono diffuse. In passato era diffusa l'attività del cocciaro (vasaio), presente fino agli anni 1980.

## Galeria d'immagine

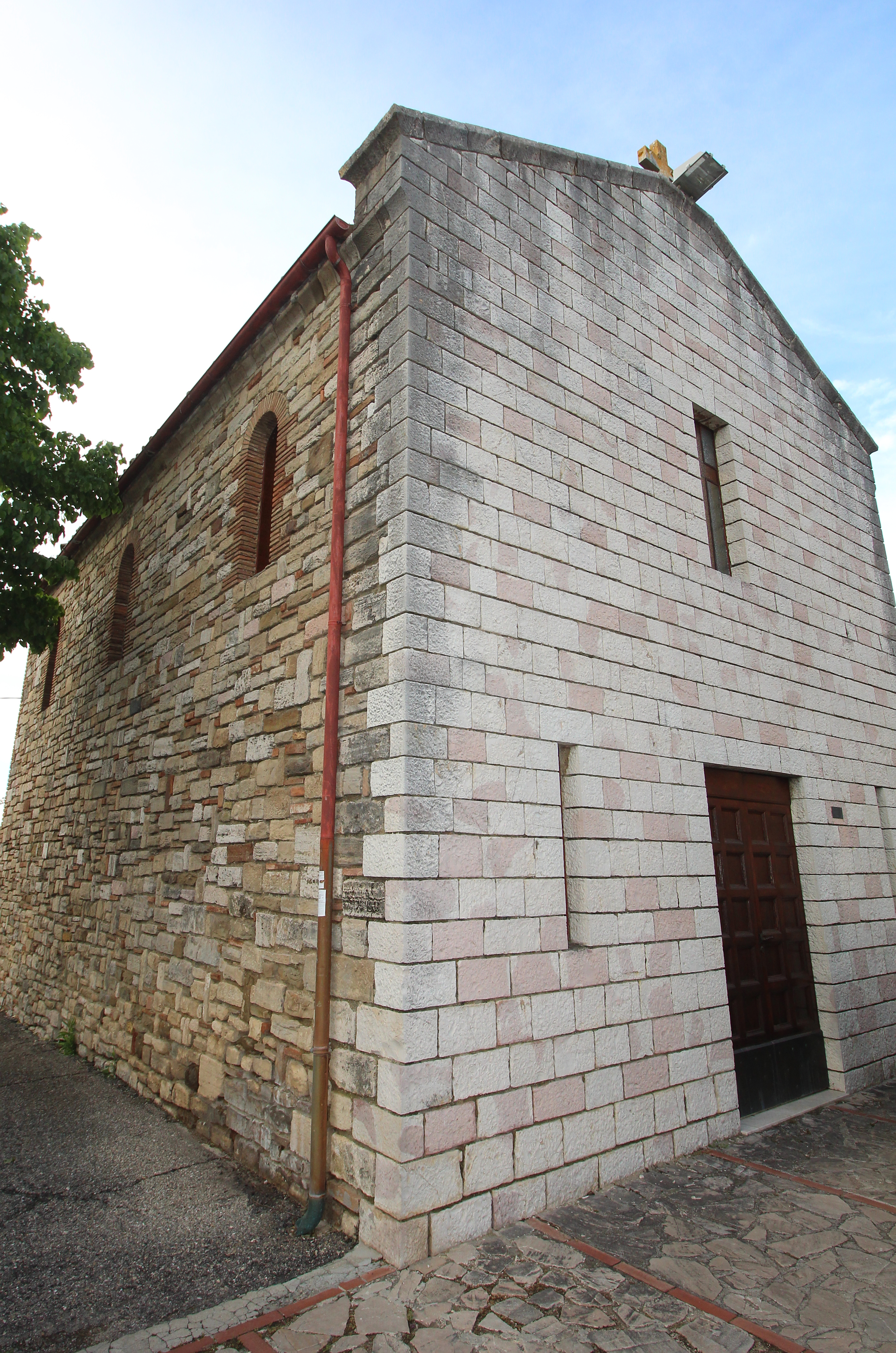
La chiesa di Santa Vittorina
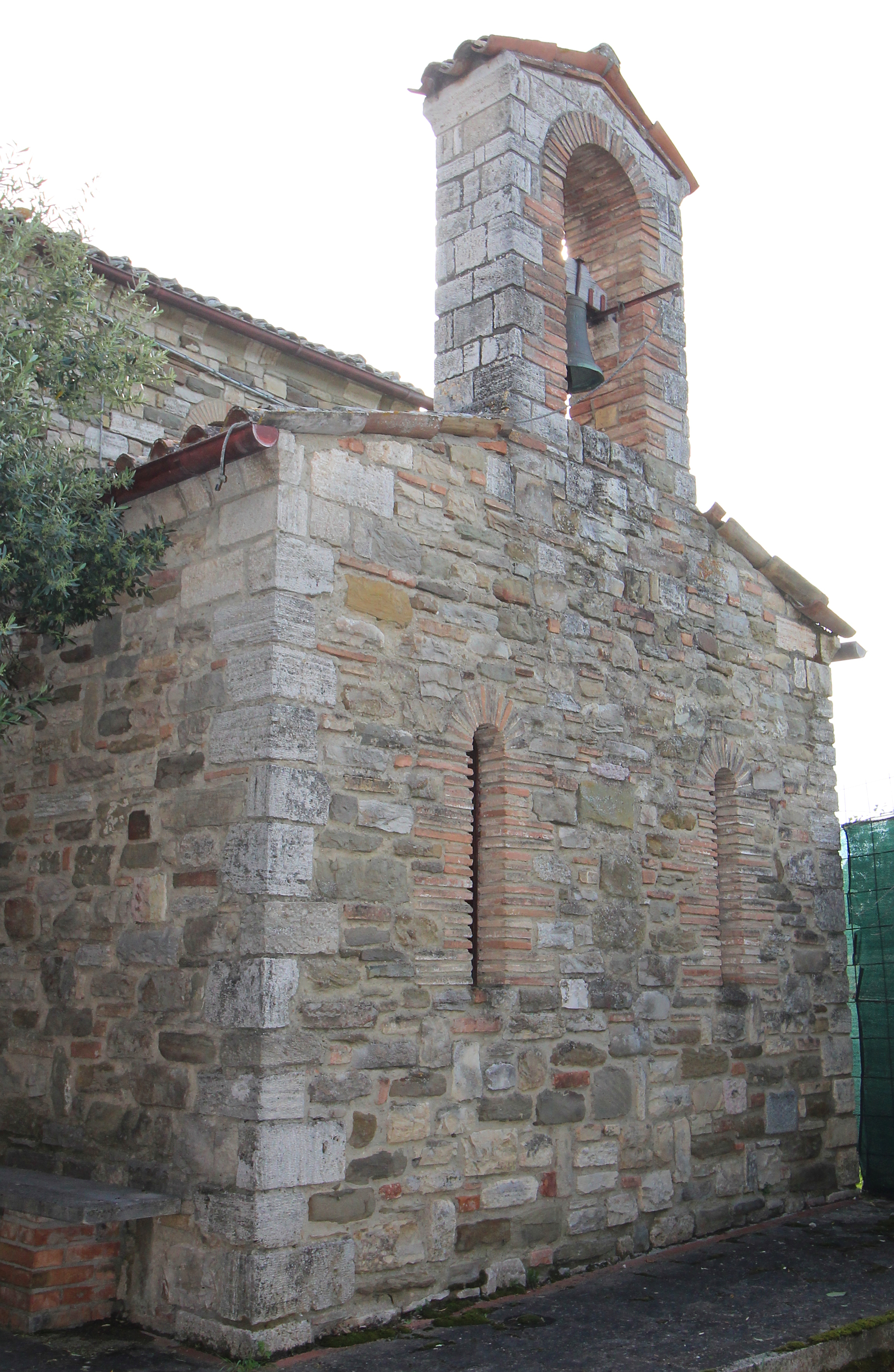
Santa Vittorina
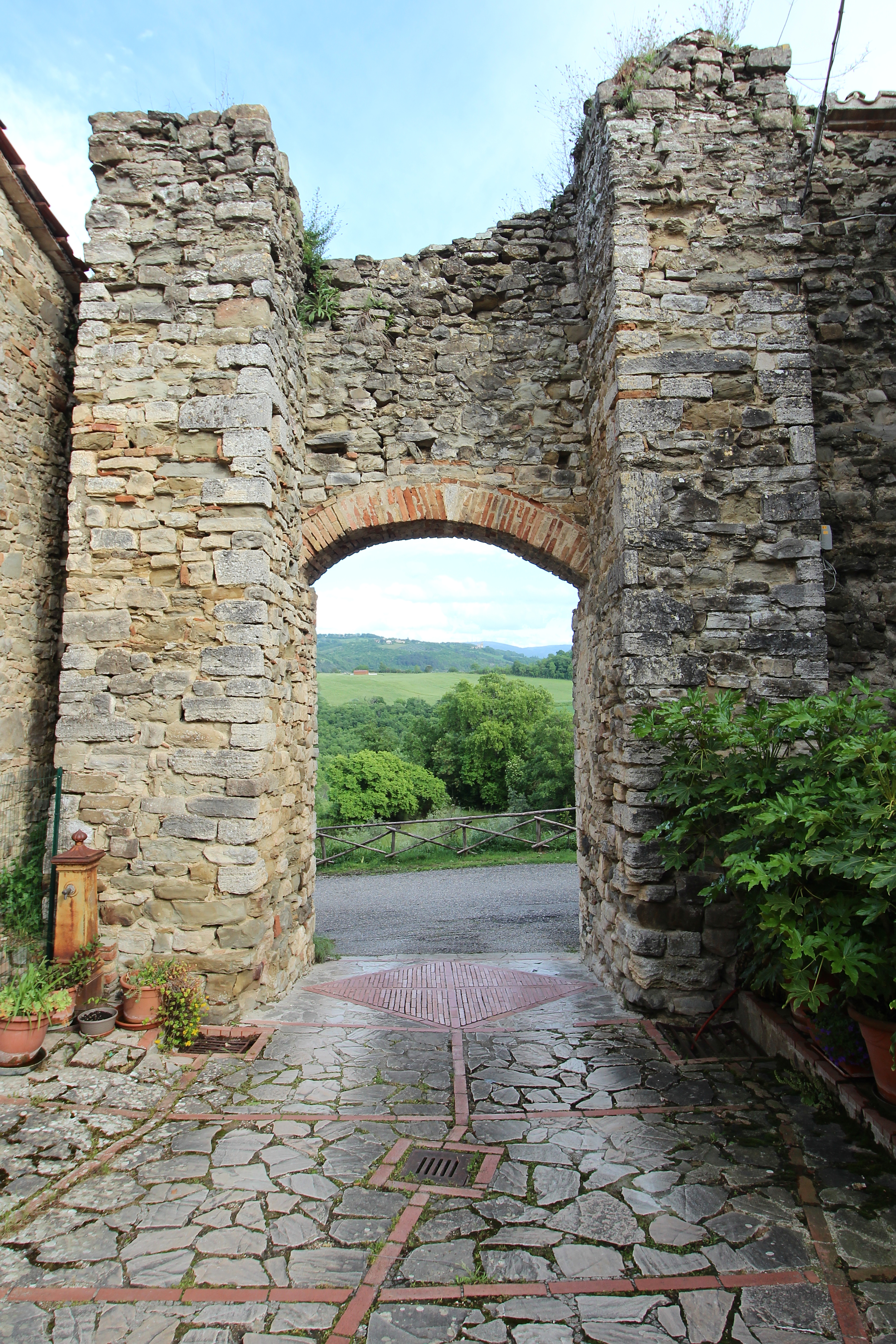
La porta
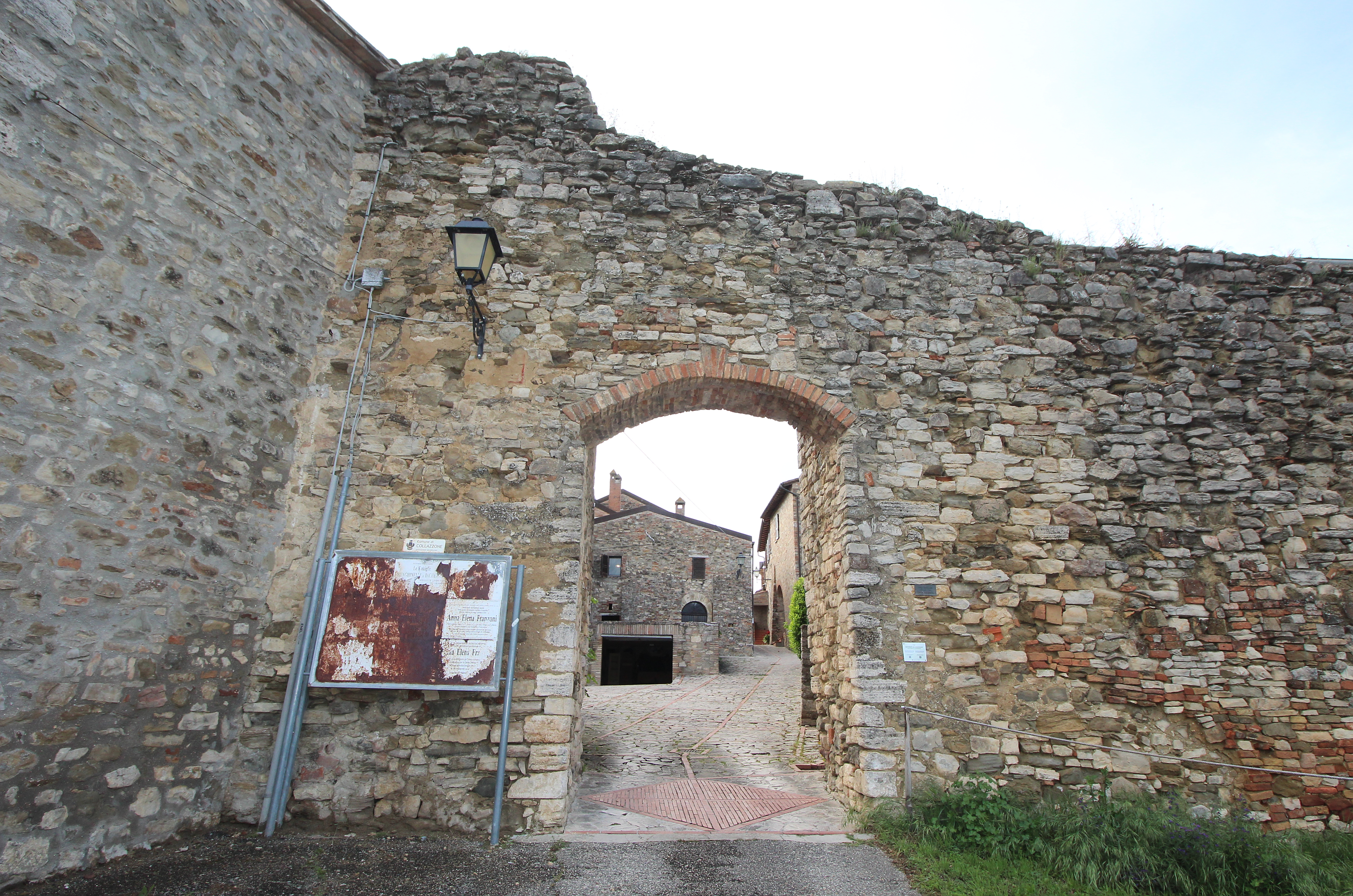
La Porta
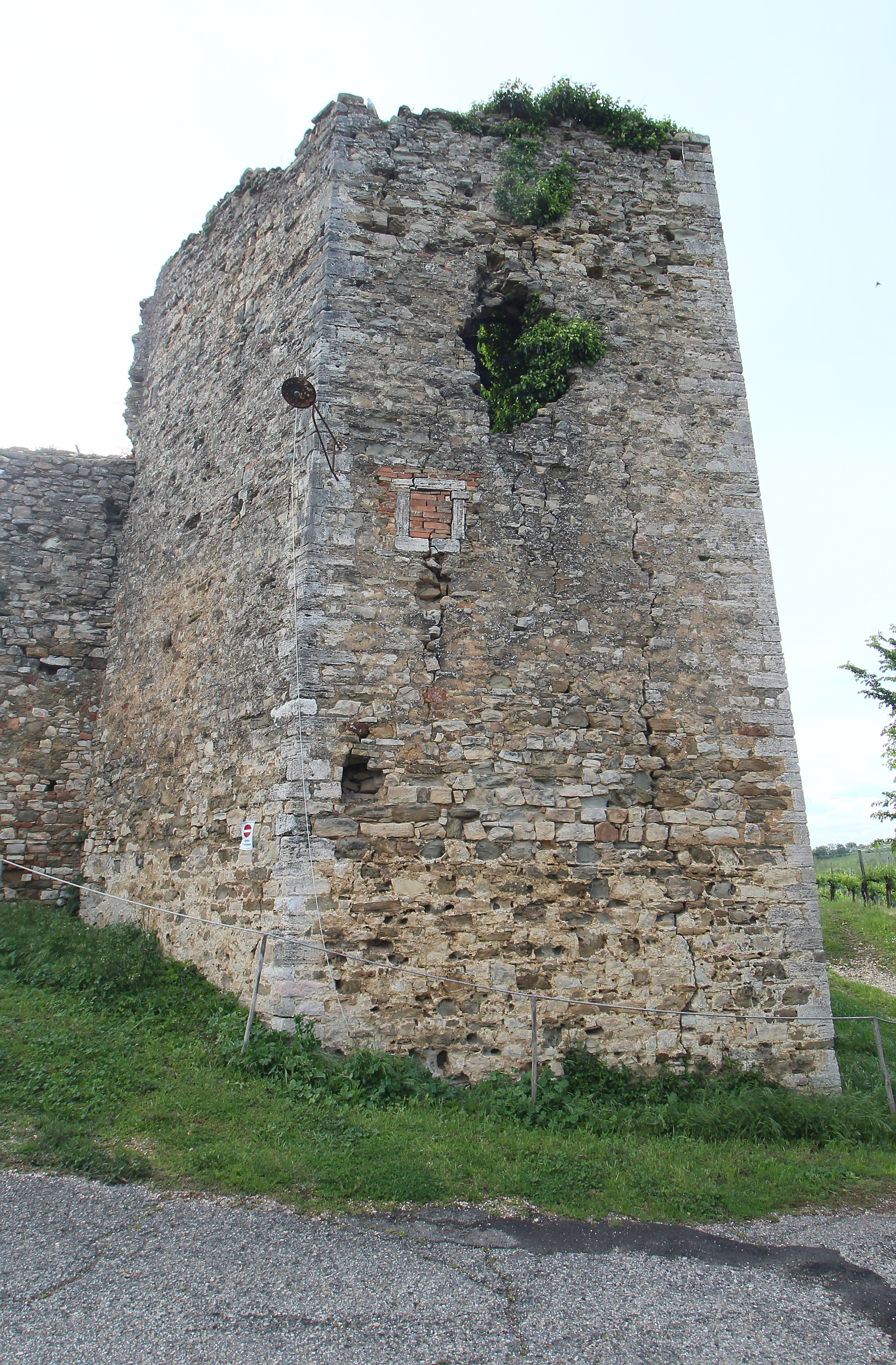
Il torrione